# Projeto Saúde & Alegria
O Projeto Saúde e Alegria (PSA) é uma organização não-governamental brasileira fundada em 1987 na Amazônia, ao longo das comunidades ribeirinhas, que atua em quatro municípios do Pará. O Projeto Saúde e Alegria – PSA – nasceu de uma experiência prática dos empreendedores sociais Eugênio Scannavino Netto (médico sanitarista) e Márcia Silveira Gama (arte educadora), contratados em 1983 pela Prefeitura de Santarém/PA para assistência em saúde nas comunidades ribeirinhas por encontrarem uma situação em que a maioria das doenças poderia ser evitada. Além do atendimento médico, incorporaram também ações de prevenção, pesquisas, treinamento de voluntários locais – os “Patrulheiros da Saúde” – e gincanas educativas que pudessem melhorar as condições de higiene e reduzir os altos índices de desnutrição e mortalidade infantil. 
Frente ao assistencialismo da época, a ideia de usar metodologias participativas, artes educativas e de autogestão já apontavam um caminho mais eficiente para produzir transformações profundas e definitivas nas condições da vida da população. No entanto, após quase dois anos de trabalho bem sucedido, as atividades tiveram que ser interrompidas com o término do mandato municipal.
Em 1985, para garantir a continuidade das ações de forma mais ampla e independente, foi criada a ONG CEAPS – Centro de Estudos Avançados de Promoção Social e Ambiental – conhecida como Projeto Saúde e Alegria (PSA). Contou com colaboradores como Sérgio Arouca (FioCruz) e Cesare Della Rocca (Unicef), que acreditaram na proposta, apoiaram a manutenção das atividades comunitárias e a busca de financiamentos.
Em 1987, foi possível estabelecer o primeiro convênio de cooperação, marco do início efetivo das atividades do PSA, através de recursos do BNDES (Finsocial), interveniência da Universidade Federal do Pará e supervisão técnica da Fundação Oswaldo Cruz.
Uma equipe executora foi montada, se juntando a Márcia e Eugênio, cuja experiência inicial norteia a filosofia de trabalho do PSA até hoje, seja com a saúde, entendida de forma holística, ampla e ligada a tudo e todos, seja com a alegria, através do lúdico, da arte-educação, como instrumentos de mobilização e difusão dos conhecimentos, que deram origem ao Gran Circo Mocorongo de Saúde e Alegria.
Cabe lembrar também dos profissionais que integraram essa primeira trupe de trabalho nos anos 80 – Caetano Scannavino, José Carlos Della Vedova, Magnolio Oliveira, Paula Bonatto, Gustavo Carvalho, Mauro Vianna, Paulo Almeida, Valeria Leão, Alex Cordeiro, Pimentinha, Romildo Oliveira, Gerciene Belo, Gorda Azevedo, Marcelo Bezerra, Debora Tabacof, Airton Castro, Ana Trancoso, Juliana Mota, Rosival Dias, Jair Resende, Helio Barbin, Dona Eugenia (SEARA), entre outros empreendedores sociais que ajudaram a erguer o PSA juntamente com as comunidades.
Caetano Scannavino colaborou para a construção da Rede Mocoronga de Comunicação Comunitária com os jovens ribeirinhos, outro símbolo do trabalho do PSA. No início dos anos 90, assumiu a linha de frente da Organização junto com seu irmão Eugênio, reforçada também pelo educador e palhaço Magnolio de Oliveira, ambos até hoje na Instituição.
De lá para cá, o projeto agregou muitos outros empreendedores sociais, principalmente da região, que contribuíram com novas ideias e conhecimentos, que associados ao saber das comunidades, ampliou e diversificou o leque de ações do PSA.
A experiência se consolidou gradualmente numa proposta de desenvolvimento comunitário integrado, iniciada com 16 comunidades piloto e que, a partir dos anos 2000, começou a se multiplicar de forma horizontal para novas áreas, com a gestão compartilhada com os próprios comunitários.
Hoje, o PSA atua diretamente em quatro municípios da região oeste do Pará, gerando benefícios práticos e continuados a cerca de 30 mil pessoas, tendo se tornado referência como instituição fomentadora de programas de desenvolvimento sustentável.

## Início
O projeto nasceu quando Eugene Scannavino visitou Pará e verificou que a área rural de Santarém sofria de várias doenças por falta de informação e cuidados básicos. No primeiro ensinou a combater a desnutrição e diarréia. Depois de um tempo conseguiu uma parceria com o governo local em áreas rurais de Santarém, atingindo, assim, um maior número de pessoas. Hoje, o projeto é muito popular, não só na região, e tem eventos como o Circo Mocorongo, que pretende passar o ensino de saúde básica através do lúdico e do espetáculo.

## Projetos

### Projeto Saúde e Alegria: o Projeto Territórios de Aprendizagem
A parceira com a Secretaria Municipal de Educação de Santarém e Programa Norte de Saberes da Fundação Carlos Chagas, possuem o objetivo de melhorar a educação, e de gerar cidadãos mais ativos na comunidade.